# Scapece alla vastese
La scapece alla vastese è una delle versioni dello scapece, ed è un piatto tipico della cucina della città di Vasto in Abruzzo. La particolarità della scapece alla vastese è l'utilizzo dello zafferano nella sua ricetta. Lo scapece fa parte dei prodotti agroalimentari tradizionali abruzzesi.

## Preparazione
Nella sua preparazione vengono impiegate le ali di razza e il palombo (o in alternativa del pesce azzurro di piccola-media taglia, come lo sgombro), tagliati a pezzetti e lavati, se possibile, con acqua di mare; il pesce poi una volta infarinato e fritto con olio di semi, viene salato e immerso dentro aceto e zafferano, che gli dona il colore giallo intenso che lo caratterizza, lasciandolo marinare per due giorni prima di consumarlo.